# 山隈康

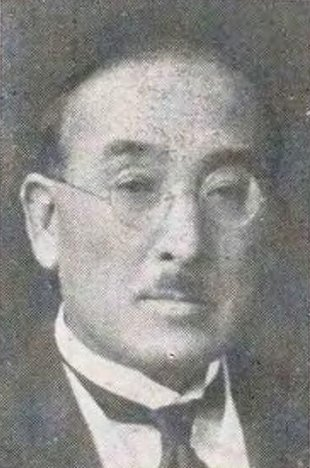
山隈康

山隈 康（やまくま やすし、1869年6月24日（明治2年5月15日）- 1953年（昭和28年）5月10日）は、明治後期から昭和前期の弁護士、政治家。貴族院多額納税者議員、熊本市長。

## 経歴
肥後国菊池郡合志村（現在の熊本県合志市）出身。1898年（明治31年）3月、明治法律学校（現在の明治大学）を卒業し、翌年に弁護士試験に合格した。熊本市に事務所を開業し、後には熊本弁護士会長に選出された。さらに市会議員に選ばれ、議長に就任した。
1932年（昭和7年）熊本県多額納税者として貴族院議員に互選され、同年9月29日に就任し、研究会に所属して1947年（昭和22年）5月2日の貴族院廃止まで在任。さらに1934年（昭和9年）5月には熊本市長に選出され、1942年（昭和17年）5月まで在任した。
その他、熊本海産株式会社社長、九州製薬株式会社監査役、熊本米穀取引所理事長などを務めた。